# باین‌بریج (پنسیلوانیا)
باین‌بریج (به انگلیسی: Bainbridge) یک منطقهٔ مسکونی در ایالات متحده آمریکا است که در شهرستان لنکستر، پنسیلوانیا واقع شده‌است. باین‌بریج ۱٬۳۵۵ نفر جمعیت دارد.